# ديفيد بوشنل
ديفيد بوشنل (بالإنجليزية: David Bushnell)‏ هو عسكري ومخترِع أمريكي، ولد في 30 أغسطس 1742 في كونيتيكت في الولايات المتحدة، وتوفي في 1824 في جورجيا في الولايات المتحدة.

## وصلات خارجية
- ديفيد بوشنل على موقع الموسوعة البريطانية (الإنجليزية)